# Didemnum captivum
Didemnum captivum är en sjöpungsart som beskrevs av Monniot 1997. Didemnum captivum ingår i släktet Didemnum och familjen Didemnidae. Inga underarter finns listade i Catalogue of Life.